# Joseph Patrick Nannetti

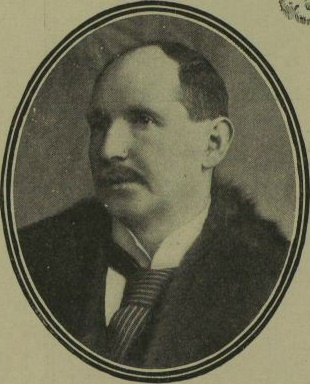
Joseph Patrick Nannetti

Joseph Patrick Nannetti (* 1851 in Irland; † 26. April 1915 in London) war ein irischer Politiker.
Joseph Patrick Nannetti wurde 1851 als Sohn des italienischen Bildhauers und Modelleurs J. Nannetti geboren. Er besuchte verschiedene Schulen in Dublin, unter anderem die der Christian Brothers und machte eine Ausbildung zum Drucker. Während er in Liverpool beruflich tätig war, half er dort bei der Gründung des ersten Liverpooler Home-Rule-Verbandes mit. Später kehrte er nach Dublin zurück, wo er erst Sekretär und dann Präsident des Trade Council wurde. Nannetti war Mitglied des Stadtrats (Dublin Corporation) und der Hafenbehörde. Von 1906 bis 1908 bekleidete er das Amt des Oberbürgermeisters der Stadt (Lord Mayor of Dublin).
Im Jahr 1900 wurde er in das House of Commons gewählt und gehörte ihm bis zu seinem Tod an. Bei den daraus resultierenden Nachwahlen wurde John Dillon Nugent in das House of Commons gewählt.